# Eugenio González Rojas
Eugenio González Rojas (Santiago, 1903-ibídem, 28 de agosto de 1976) fue un filósofo, académico, político y escritor chileno, considerado como uno de los fundadores del Partido Socialista de Chile, ideólogo de lo que él mismo llamó "Humanismo socialista".

## Primeros años
Nació en Santiago de Chile el 23 de enero de 1903. Sus padres fueron Daniel González y Flora Rojas.
Sus estudios secundarios los realizó en el Instituto Nacional, llegando a ser el primer Presidente de la Federación de Estudiantes Secundarios a los 16 años, de la cual fue uno de los fundadores. Posteriormente ingresa al Instituto Pedagógico y en 1922 es elegido presidente de la Federación de Estudiantes de la Universidad de Chile (FECh). En el año 1928 egresa como profesor de Filosofía.

## Carrera profesional
Como pedagogo se desempeñó en los liceos Miguel L. Amunátegui y Federico Hansen además de en el Internado Nacional Barros Arana, en donde ejerció como profesor de filosofía. Fue uno de los fundadores de la Asociación Pro-Cursos Nocturnos para Obreros del Instituto Nacional.
Fue funcionario de la Inspección del Trabajo en Antofagasta, siendo designado en 1925 como comisionado para poner en práctica la nueva legislación social, entre la cual se incluía la abolición del trabajo nocturno. Más tarde, en 1927, se desempeñaría como secretario de la Inspección del Trabajo. 
En el año 1928, durante el gobierno de Carlos Ibáñez del Campo es enviado a la Isla Robinson Crusoe en calidad de preso político junto a personalidades como Gaspar Mora, Braulio León Peña y Elías Lafferte, quienes pertenecían a la oposición siendo liberado junto a la mayoría de éstos en 1929. La experiencia vivida en este lugar fue la inspiración para su novela Más afuera, publicada en 1930, la que provocó el cierre definitivo del penal que a esa alturas sólo estaba poblado por presos comunes.
En el año 1932, es derrocado el presidente Juan Esteban Montero por el Comodoro del Aire Marmaduke Grove, instaurando la República Socialista, siendo designado a los 28 años como Ministro de Educación, cargo que ejerció desde el 5 al 16 de junio de aquel año, siendo sucedido por Carlos Soto Rengifo. Volvió a ser profesor de las cátedras de “Introducción a la Sociología”, “Filosofía Antigua” y “Filosofía de la Educación”.
Entre 1936 y 1941 cumplió funciones para el gobierno de Venezuela, organizando el Instituto Pedagógico de Caracas, volviendo a este país en 1948 durante el gobierno de Rómulo Gallegos, quien financió un proyecto de cooperación internacional en el cual un grupo de profesores chilenos ayudó a formar a estudiantes de pedagogía.
Años más tarde, luego de terminar su período senatorial, retoma su labor docente haciéndose miembro de la Sociedad Nacional de Profesores, haciéndose Director del Instituto Pedagógico entre 1957 y 1959 para más tarde ser decano de la Facultad de Filosofía hasta 1963, año en el que es elegido como rector de la Universidad de Chile. En su período al mando de la casa de Bello buscó, según sus propias palabras, hacer parte de los problemas sociales y sus soluciones como cualquier órgano del Estado.

Otro deber, altamente significativo, que compete a la Universidad, es el de tomar como suyos los problemas de nuestro pueblo y proponer soluciones trascendentes. La Universidad es una institución nacional, es un órgano del estado. Por lo mismo, debe estar al margen de política partidista, de las disensiones ideológicas y confesionales; pero por su condición de entidad moral, no puede estar al margen de los imperativos de la justicia que impulsan, el progreso social. La justicia es, en el alma y en la ciudad de los hombres, armonía lograda: el ideal de inmarcesible vigencia que propuso la sabiduría antigua. Es la conformación de nuestro ser por la eficacia de valores dignificantes y es, en la sociedad, el orden espontáneo que resulta del trabajo solidario.
Palabras de Eugenio González al asumir la rectoría de la Universidad de Chile

Al terminar su período, ejerce como Consejero de la Universidad Técnica Federico Santa María y posteriormente como secretario General de la Universidad de Concepción. 
En 1971, durante el gobierno de la Unidad Popular es designado como Gerente General de Televisión Nacional de Chile. En aquel entonces el director Ejecutivo era Augusto Olivares Becerra. Este cargo lo desempeñó hasta el 11 de septiembre de 1973. Además fue presidente del Consejo Nacional de Televisión.
Muere durante la dictadura, producto de un cáncer, el 28 de agosto de 1976.

## Carrera política
Fue miembro fundador de la FESES (Federación de Estudiantes Secundarios) y su primer presidente. Más tarde es elegido presidente de la Federación de Estudiantes de Chile (FECH), desde donde participa en los conflictos sociales de la época. Junto con Óscar Schnake eran de filiación anarquista, miembros de Acción Revolucionaria Socialista (ARS), partido que luego de la efímera República Socialista converge con el Partido Socialista Marxista, con Nueva Acción Pública y con la Orden Socialista, fundando el actual Partido Socialista de Chile en abril de 1933. Junto con Marmaduke Grove, Eugenio Matte, Salvador Allende y Oscar Schnake es considerado uno de los fundadores de este partido
Fue un activo militante, llegando a ser miembro del Comité Central en 1946 y Secretario General en 1948, año en que se decreta la Ley de Defensa de la Democracia o "ley Maldita" la cual proscribía al Partido Comunista de la vida política, habiendo un sector anticomunista liderado po Bernardo Ibáñez y Óscar Schnake junto con un sector procomunista liderado por Raúl Ampuero y por él. Los anticomunistas son expulsados pero logran retener el nombre de Partido Socialista de Chile. Es así como Eugenio González termina dirigiendo al Partido Socialista Popular hasta 1950.
En 1949 es elegido Senador por la Cuarta Agrupación Provincial "Santiago". En el Senado se hace miembro de la Comisión Permanente de Educación Pública para luego reemplazar en la Comisión Permanente de Relaciones Exteriores y Comercio, y en la de Trabajo y Previsión Social. Durante su período, logró que se promulgaran entre otras las leyes N°9.580 de Amnistía a participantes de huelgas ilegales, la N°9.706 sobre Franquicias para el Hospital Clínico Regional de Concepción y la N°12.566 que establecía normas en Previsión Social a personas que hayan desempeñado cargos de representación popular.
Al finalizar su período en 1957, se retira de la vida política activa para dedicarse plenamente a labores académicas.

## Obras
- Más afuera (1930, novela)
- Hombres (1935, novela)
- Destinos (1940, cuentos)
- Noche (1942, novela)

Realizó además varios artículos para revista de interés filosófico, político y universitario.

## Premios
- Premio Municipal de Santiago
- Premio Atenea de la Universidad de Concepción.